# سینما سروش (تهران)
سینما سروش از سینماهای قدیمی تهران است. این سینما در روز ۲۴ مهر ۱۳۳۵، با نمایش فیلم بندباز افتتاح شد. این سینما توسط حیدر غیایی استاد دانشکده هنرهای زیبا دانشگاه تهران طراحی شده بود. سینماهای زنجیره‌ای مولن‌روژ شامل هشت سینما بود که توسط برادران اخوان سال ۱۳۳۴ دایر شدند. سینماهای مهتاب، برلیان، زهره، کریستال و مولن‌روژ از جمله آن‌ها بودند که فیلم‌های کمپانی پارامونت و یونایتد آرتیستز را وارد و به صورت غیر دوبله نشان می‌دادند. پس از آن استودیو مولن‌روژ شروع به فعالیت کرد و محصولات این دو کمپانی را دوبله و به بازار عرضه کرد.
این سینما در خیابان شریعتی بالاتر از خیابان طالقانی، نبش خیابان بوشهر قرار دارد. سینما سروش در سال ۱۳۹۰ به منظور بازسازی برای مدتی تعطیل شد و در شهریور ۱۳۹۳ با اکران فیلم شهر موشها ۲ بازگشایی شد.

## نگارخانه

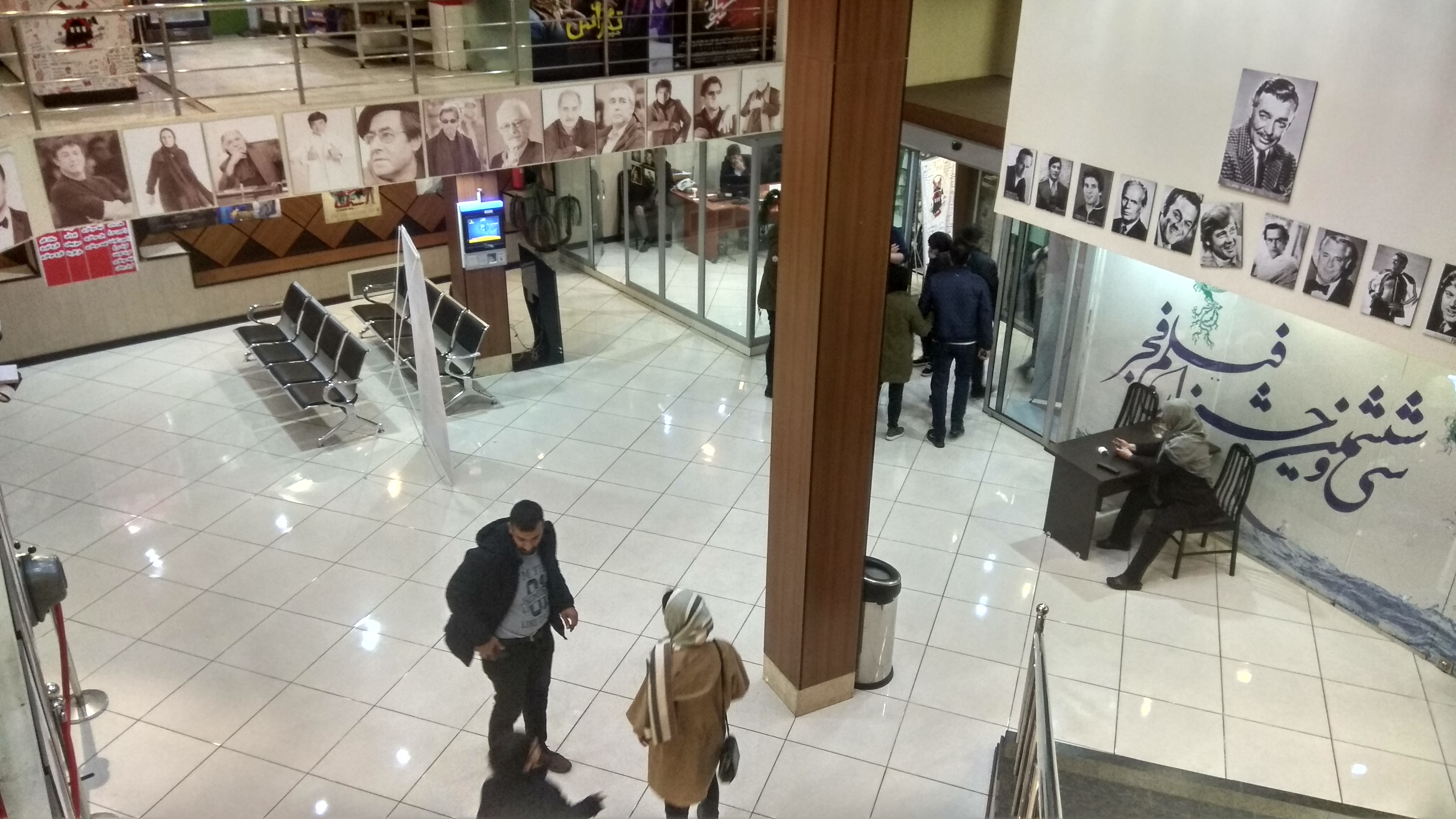
نمایی از لابی داخلی سینما سروش تهران
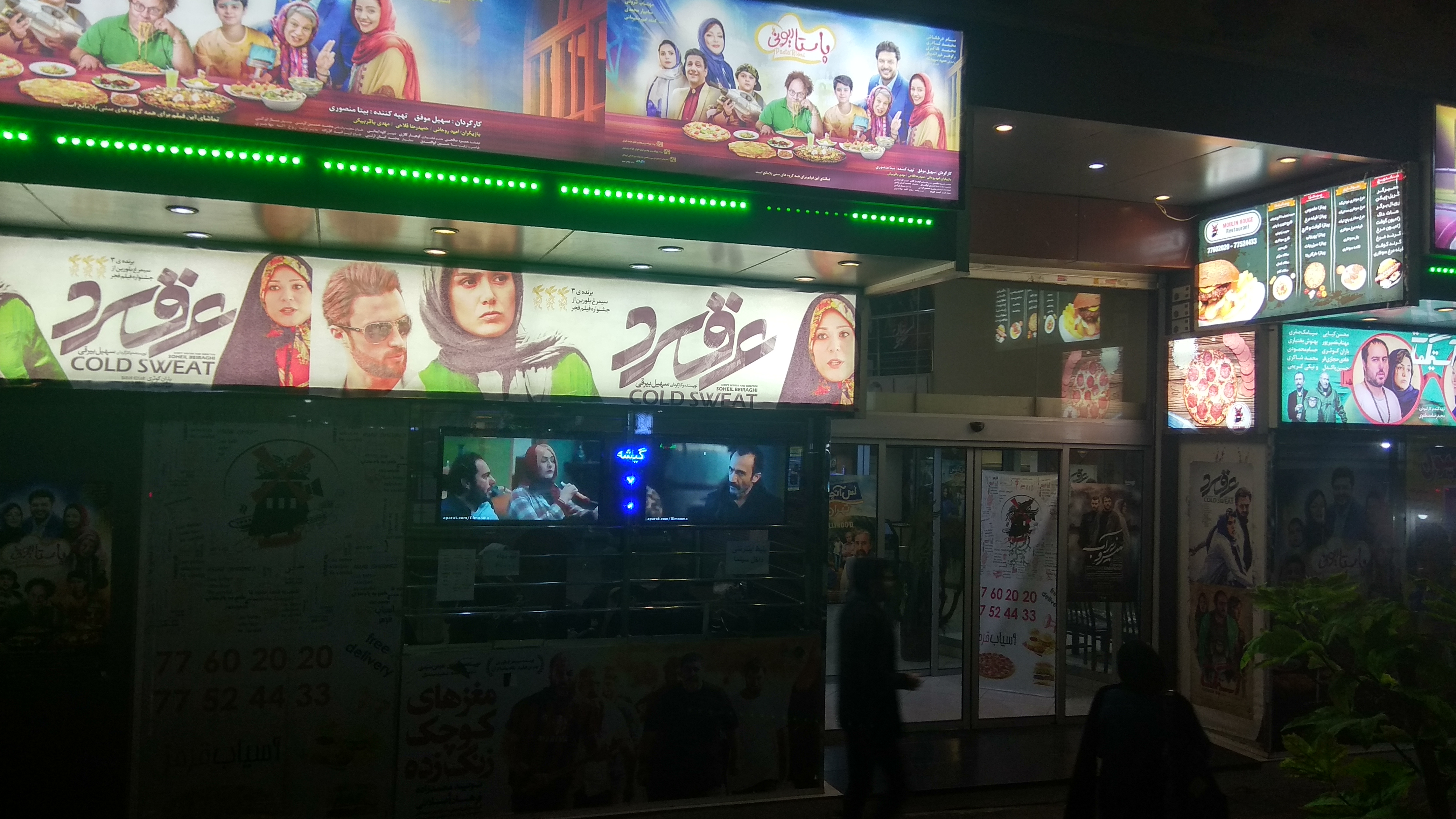
سر در ورودی سینما سروش تهران
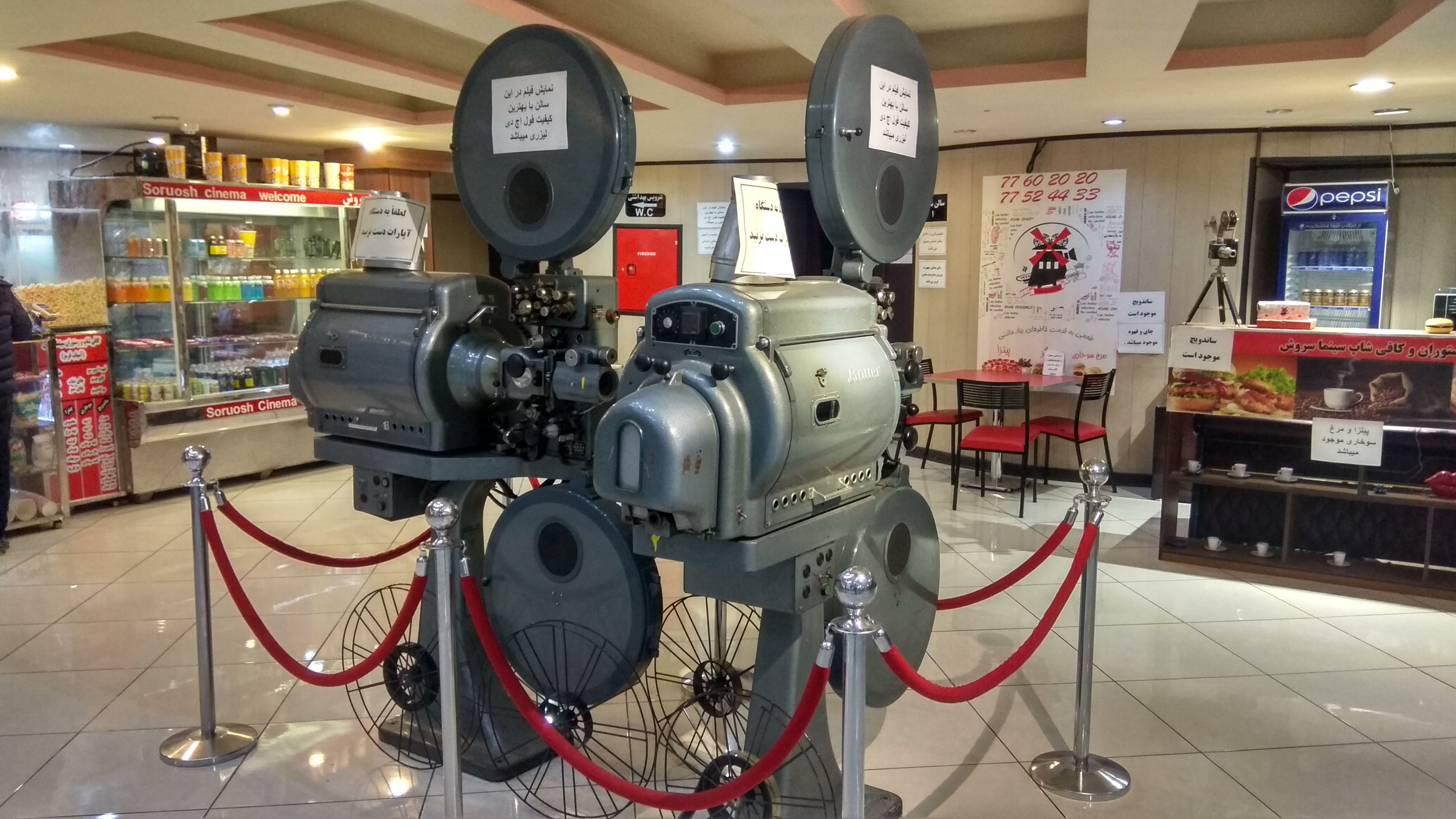
دستگاه آپارات قدیمی که قبلاً در سینما سروش استفاده می‌شده و هم‌اکنون در لابی این سینما برای بازدید عموم در دسترس است.